# SLEEPY NUTS
SLEEPY NUTS（スリーピーナッツ）は、Apple MusicやYouTubeなど音楽配信プラットフォーム、動画配信サービスを通じてヒーリング音楽を配信しているアーティストである。

## キャラクター

### 容姿・ビジュアル
アーモンドをモチーフとした色と形をしている。身長は3cmと非常に小さい。フォルムからかわいらしさも感じるが同時に目のバツ印など不気味な一面も持ち合わせている。

### 好きなもの
人間のストレスや疲労、老廃物。疲れやストレス、不安など人間のネガティブな要素を好む傾向にあり、それらが原因で眠れない人の隣に寄り添い疲れやストレスを吸収する。

### 性格
無口で大人しい性格。常に口を真一文字にしており何を考えているか分からない。しかし眠れない人や寝つきの悪い人にはそっとベッドに入り込み睡眠の質を向上させる手助けをしてくれるやさしさをもつ。